# Zhang Yuan
Zhang Yuan (chiń. 張元; pinyin Zhāng Yuán; ur. 1963 w Nankinie) – chiński reżyser, scenarzysta i producent filmowy. Uznawany za jednego z pierwszych reprezentantów tzw. szóstego pokolenia chińskich twórców filmowych, do których należą również Wang Xiaoshuai i Jia Zhangke. 

## Życiorys
W 1989 ukończył studia na Pekińskiej Akademii Filmowej. Debiut fabularny Yuana, Mama (1991), uznaje się za pierwszy chiński film niezależny. Obraz w dokumentalnym stylu opowiadał historię samotnej matki, opiekującej się niepełnosprawnym umysłowo synem. Podobna tematyka i wybór bohaterów dla ówczesnej kinematografii chińskiej stanowiły temat tabu.
Głośnym echem odbił się również Wschodni Pałac, Zachodni Pałac (1996), pierwszy chiński film dotykający tematu homoseksualizmu, a także represji z nim związanych. Nie chcąc pokazywać filmu publicznie za granicą, władze Chin odebrały reżyserowi paszport i nałożyły na niego areszt domowy. Jednakże przyjaciele Yuana przemycili film poza granice Chin i dzięki temu został pokazany najpierw na MFF w Mar del Plata (zdobył trzy nagrody: za najlepszą reżyserię i scenariusz oraz wyróżnienie za zdjęcia), a następnie w sekcji "Un Certain Regard" na 50. MFF w Cannes.
Następny film Yuana, Siedemnaście lat (1999), był przebojem na 56. MFF w Wenecji, gdzie otrzymał pięć nagród, w tym Srebrnego Lwa za najlepszą reżyserię. Głównymi bohaterkami tej opowieści o winie i odkupieniu były dwie skrajnie różne siostry-bliźniaczki.